# Колодежно (Волынская область)
Колоде́жно (укр. Колодяжне) — село в Ковельском районе Волынской области Украины. Административный центр Колодяжненской сельской общины.
Код КОАТУУ — 0722183601. Население по переписи 2001 года составляет 720 человек. Почтовый индекс — 45061. Телефонный код — 3352. Занимает площадь 2769 км².
С 1882 года в селе проживала семья Косачей, в частности Леся Украинка и её мать Елена Петровна. Здесь родились младшие сёстры и братья Леси — Оксана, Николай, Исидора, племянник Юрий. Последний раз Леся Украинка посетила Колодежно в 1907 году.

## Музей-усадьба Леси Украинки
В 1949 году в селе открыли музей-усадьбу Леси Украинки.